# Сторожки
Сторожки — деревня в Шацком районе Рязанской области в составе Агишевского сельского поселения.

## Географическое положение
Деревня Сторожки расположена на Окско-Донской равнине в устье небольшого ручья на левом берегу реки Шача в 7 км к северо-западу от города Шацка. Расстояние от деревни до районного центра Шацк по автодороге — 13 км.
Окрестности деревни Сторожки изобилуют рощами и перелесками; к северо-западу от деревни находится балка Крутой Овраг, к юго-западу — лесной массив (Лес Успеновская Роща), к югу протекает река Шача, к востоку — безымянный ручей, а ещё далее расположен Лес Лепях. Ближайшие населённые пункты — село Большой Пролом и деревня Авдотьино.

## Население
| 1989 | 2010 | 2012 |
| ---- | ---- | ---- |
| 80   | ↘17  | ↗25  |

## Происхождение названия
Название деревни образовано от слова сторожка — «избушка, где живёт сторож, караульщик» (ср.: лесная сторожка). Оно было дано населенному пункту, который возник на месте сторожки.
Вплоть до начала XX в. деревня носила название Сторожи.

## История
Весьма вероятно, что деревня Сторожки возникла в полосе укреплений проходившей по Шацким землям Большой засечной черты. В 1540—1550-х гг., для защиты Московского государства со стороны южных степей, была сооружена оборонительная линия по правую сторону реки Оки, которая шла через города Тулу, Венев и Переяславль-Рязанский. В состав восточного ответвления линии входили так же такие города-крепости, как Скопин, Ряжск, Сапожок и Шацк, основанные в XVI в. Кроме крепостей, оборонительная линия имела ряд небольших укреплений. Эти земляные или деревянные сооружения были соединены между собой засеками в лесах и валами на открытой местности. Между укреплениями (острогами) где стояли военные отряды, находились отдельные сторожки, то есть наблюдательные пункты для передачи тревоги по линии, одна из которых впоследствии и превратилась в деревню.
К 1911 году, по данным А. Е. Андриевского, деревня Сторожи относилась к приходу Успенской церкви села Большой Пролом и в ней насчитывалось 52 двора, в которых проживало 203 души мужского и 216 женского пола.

## Известные уроженцы
- Вячеслав Иванович Манторов (1894+1973 гг.) — участник борьбы за советскую власть в Забайкалье, государственный деятель.